# Gustav Helsted

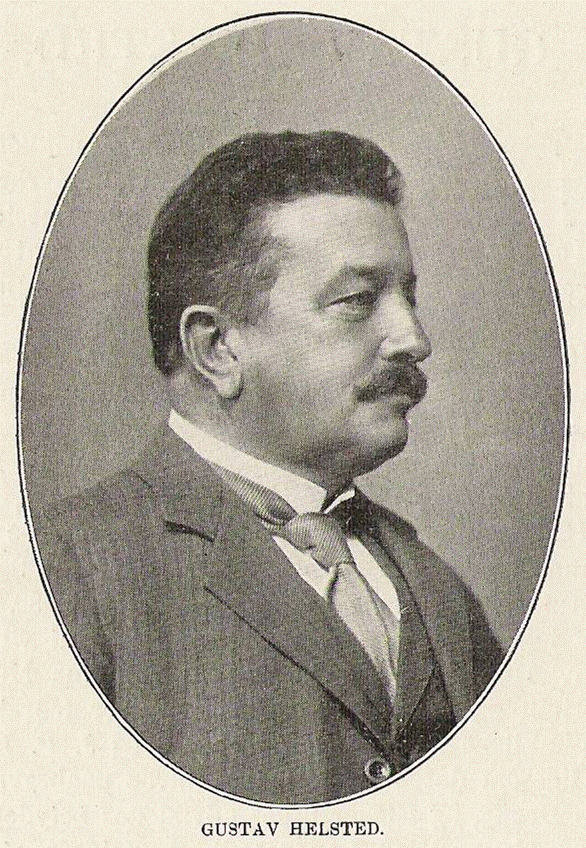
Gustav Helsted

Gustav Helsted (* 30. Januar 1857 in Kopenhagen; † 1. März 1924 ebenda) war ein dänischer Organist, Komponist und Musikpädagoge.

## Leben und Werk
Gustav Helsted war Schüler von Johan Christian Gebauer, von Niels Wilhelm Gade, Johann Peter Emilius Hartmann und Gottfred Matthison-Hansen.
Gustav Helsted wirkte seit 1892 als Musiktheorie- und ab 1904 auch als Orgellehrer am Konservatorium von Kopenhagen. Er war Nachfolger Otto Mallings als Organist der Frauenkirche in Kopenhagen. Er wirkte als Vorstand des Dänischen Konzertvereins.
Er schrieb die Oper Stormklokken (1911), zwei Symphonien, ein Violin- und ein Cellokonzert, die Chorwerke Gurresange (1890) und Vort Land (1907), ein Dezett für Bläser und Streicher, ein Streichsextett, ein Streichquintett, vier Streichquartette, je ein Klavier- und Streichtrio, zwei Violin- und zwei Orgelsonaten sowie Lieder.
Sein Onkel war der Violinist Eduard Helsted (1816–1900), sein Vater der Flötist und Konzertmeister Carl Helsted.